# Éparchie d'Emdibir
L'éparchie d'Emdibir, aussi appelée diocèse d'Emdibir, est une circonscription de l'Église catholique éthiopienne, suffragante de l'archéparchie d'Addis-Abeba.
Son siège est la cathédrale Saint-Antoine de la ville d'Emdibir (ou Emdeber), dans la Zone administrative Gurage, et la région des nations, nationalités et peuples du Sud, en Éthiopie.

## Éparchie
L'éparchie catholique d'Emdibir est fondée le 25 novembre 2003, par détachement de archéparchie d'Addis-Abeba, de laquelle elle est désormais suffragante.
Son siège est la cathédrale Saint-Antoine de la ville d'Emdibir, dans la zone administrative Gurage, et la région des nations, nationalités et peuples du Sud, en Éthiopie.
En 2023, elle couvre une surface de 12 000 km2, et a la charge des âmes de près de 27 020 fidèles.

## Éparques
- Musie Ghebreghiorghis, O.F.M. Cap. (25 novembre 2003 - 23 août 2024)
  - Teshome Fikre Woldetensae, éparque coadjuteur (16 décembre 2023 - 23 août 2024)
- Teshome Fikre Woldetensae (depuis le 23 août 2024)